# Lípy v Žehuni
Lípy u sochy svatého Jana Nepomuckého jsou dvě památné lípy malolisté (Tilia cordata), které rostou v obci Žehuň. Lípy jsou chráněny od roku 1997 pro svůj vzrůst a stáří.
Lípy mají výšku asi 20 m, jedna z lip má vykotlaný a trouchnivějící kmen a v koruně několik prosychajicích větví.